# Elvedin Džinič
Elvedin Džinić (Maribor, 25 augustus 1985) is een Sloveens voetballer die speelt als verdediger.

## Carrière
Džinić maakte zijn debuut voor NK Maribor waar hij van 2004 tot 2011 speelde op twee uitleenbeurten naar Železničar Maribor en ND Dravinja na. Hij werd landskampioen met hen in 2009 en 2011, de beker in 2010 en de supercup in 2009. Hij verhuisde naar de Belgische club Sporting Charleroi in 2011. Hij speelde met hen in de eerste en tweede klasse en werd in de tweede klasse kampioen met Charleroi.
Nadien speelde hij telkens een korte periode voor het Bulgaarse Botev Plovdiv en het Poolse Zagłębie Lubin. Hij keerde in 2014 terug naar Slovenië en ging spelen voor NK Rudar Velenje. Van 2016 tot 2019 speelde hij voor NK Celje en vanaf 2019 terug voor NK Rudar Velenje in 2019/20 degradeerden ze naar de tweede klasse.
Hij speelde geen enkele officiële interland voor Slovenië maar maakte wel deel uit van de ploeg die deelnam aan het WK voetbal 2010.

## Statistieken
| Seizoen | Club                               | Land     | Competitie                  | Wedst | Goals |
| ------- | ---------------------------------- | -------- | --------------------------- | ----- | ----- |
| 2004/05 | NK Maribor                         | Slovenië | 1. slovenska nogometna liga | 3     | 0     |
| 2005    | → ND Dravinja Kostroj (uitgeleend) | Slovenië | 1. slovenska nogometna liga | 10    | 1     |
| 2005/06 | NK Maribor                         | Slovenië | 1. slovenska nogometna liga | 18    | 1     |
| 2006/07 | NK Maribor                         | Slovenië | 1. slovenska nogometna liga | 22    | 2     |
| 2007/08 | NK Maribor                         | Slovenië | 1. slovenska nogometna liga | 25    | 3     |
| 2008/09 | NK Maribor                         | Slovenië | 1. slovenska nogometna liga | 27    | 6     |
| 2009/10 | NK Maribor                         | Slovenië | 1. slovenska nogometna liga | 34    | 3     |
| 2010/11 | Sporting Charleroi                 | België   | Jupiler Pro League          | 8     | 0     |
| 2010/11 | Sporting Charleroi                 | België   | Play-Off III                | 4     | 1     |
| 2011/12 | Sporting Charleroi                 | België   | Tweede Klasse               | 32    | 2     |
| 2012/13 | Sporting Charleroi                 | België   | Jupiler Pro League          | 15    | 0     |
|         |                                    |          | Totaal                      | 198   | 19    |

## Erelijst
- NK Maribor
  - Landskampioen: 2009, 2011
  - Sloveense voetbalbeker: 2010
  - Sloveense supercup: 2009
- Sporting Charleroi
  - Tweede klasse: 2012